# イアンボス
イアンボス（古代ギリシア語: ἴαμβος / iambos 語源不明）は、西洋古典詩の韻脚のひとつ。短長格とも呼ばれる。通常は2回くり返した形（短長・短長）をひとつの単位とする。近代西洋詩では、音節の長短をアクセントの強弱に置き換えて、弱いアクセントの音節の後に強いアクセントの音節が続く脚構成（たとえば、a-bove）に用いられるようになった（弱強格、抑揚格と訳される）。英語ではアイアンブ、アイアム（iamb, [ˈaɪæmb]もしくは[ˈaɪæm]、形容詞形iambic）、またはアイアンバス（iambus）と呼ばれる。

## 種類

### 三歩格（trimeter）
古代ギリシアのイアンボス・トリメトロスは、ギリシア悲劇や喜劇の会話部分の基本的な韻律である。「x」はアンケプス（短くても長くてもよい音節）、「-」は長（longum）、「u」は短（brevis）として、「x - u -」を1単位としてそれを3回繰り返す。つまり「 x - u - | x - u - | x - u - 」の形になる。具体的な例をあげると：
| 詩行                                 | 韻律                            | 意味                         | 出典                                   |
| ------------------------------------ | ------------------------------- | ---------------------------- | -------------------------------------- |
| πέραν γε πόντου καὶ τόπων Ἀτλαντικῶν | u - u - \| - - u - \| u - u -   | 黒海とアトラスの果ての向うに | エウリピデス『ヒッポリュトス』（1053） |
| ὃν οἱ θεοὶ φιλοῦσιν ἀποθνῄσκει νέος  | u - u - \| u - u u u \| - - u - | 神々の愛する者は早く死ぬ     | メナンドロスの有名な文句               |

後者では1箇所イアンボスのかわりに3つの短音節が使用されている。
一方、英語詩の弱強三歩格は、3つの弱強格で1行を構成する。ウィリアム・ブレイクの『I Love the Jocund Dance』を例にあげると、
- I love the joc-und dance

となる（太字が強いアクセント）。

### 四歩格（tetrameter）
弱強四歩格の例は、ルイス・キャロルの『ジャバウォックの詩』に見ることができる。
- 'Twas bril-lig, and the slithy toves / Did gyre and gimble in the wabe

さらに、通常四行連の形式の中で、弱強四歩格1行の後に弱強三歩格が1行続くと、バラッドの韻律になる。
- Be-cause I could not stop for Death, / He kind-ly stopped for me（エミリー・ディキンソン『poem #712』）

### 五歩格（pentameter）
弱強五歩格は、英語詩やドイツ語詩で最も一般的に用いられる韻律の1つで、5つの連続した弱強格で1行を構成する。ウィリアム・シェイクスピアの『リチャード三世』を例にあげると、
- A horse! A horse! My kingdom for a horse!

となる。

### 七歩格（heptameter）
バンジョー・パターソンは弱強七歩格の韻律で多くの詩を書いている。それは時に「fourteener」と呼ばれている。
- I s'pose the flats is pretty green up there in Ironbark. （バンジョー・パターソン『The Man from Ironbark』）

サミュエル・テイラー・コールリッジも『老水夫行』の中でこのパターンを用いている。（もっともこれは普通、弱強四歩格と弱強三歩格の行を交互に連ねて構成したように書かれる）。

## イアンボスの特性
アリストテレスは、イアンボスは日常会話に向いているが、荘重さがないので弁論には不向きであると言っている。また、風刺詩にイアンボスが取り入れられたのは、風刺詩に向いているからだとも言っている。